# Горностаевские Выселки
Горностаевские Выселки — деревня в Михайловском районе Рязанской области России.

## История
Образовано во 2-й половине XIX в. переселцами из с. Горностаевка.
До 1924 года деревня входила в состав Горностаевской волости Михайловского уезда Рязанской губернии.

## Население
| 1929 | 2007 | 2010 |
| ---- | ---- | ---- |
| 376  | ↘13  | ↘5   |